# Dienony

Dibenzylidenaceton, příklad dienonu

Dienony jsou organické sloučeniny, dieny obsahující ketonové skupiny. 

## Vlastnosti a výskyt
Výchozí sloučeninou je divinylketon, bezbarvá kapalina, která samovolně polymerizuje.
Dienony se mohou vytvářet jako tautomery derivátů resorcinolu a  2-pyridonu.  
Jelikož obsahují dienony funkční skupiny více druhů, tak se účastní řady reakcí. Často jsou dobrými dienofily, lze je také využít jako ligandy v přípravě alkenových komplexů, například tris(dibenzylidenaceton)dipalladia.

## Cyklické dienony
Dienony mohou být i cyklické, jako například tropon, který je dokonce trienonem.
Významnou skupinou jsou cyklohexadienony, jako například ortho- a para-chinony. Mnohé cyklohexadienony se přeměňují na fenoly.
Při dienon–fenolových přesmycích se z cyklohexadienonů stávají fenoly:
Výchozí cyklopentadienon je za laboratorních podmínek nestálý a rychle se dimerizuje, jeho derivát tetrafenylcyklopentadienon je ale stabilní, pevnou, látkou.